# Usztics Mátyás
Usztics Mátyás (Penészlek, 1949. április 9. – Budapest, 2017. április 29.) magyar színművész, rendező, szinkronszínész és író, humorista, a Magyar Gárda egyik alapítója.

## Életpályája
1968-ban indult karrierje a Nemzeti Színházban, ahol 1971-ig játszott. 1973–1975 között a szolnoki Szigligeti Színház társulatának tagja volt mint gyakornok. 1975-ben átszerződött a 25. Színházhoz 1978-ig. 1978–1990 között a Mafilm művésze volt, később szabadfoglalkozásúvá vált. 1977–1980 között a Színház- és Filmművészeti Főiskola filmszínész szakán tanult. 2003-tól a Nemzeti Kamara Színház igazgatója volt haláláig.
A Rock Színház alapító tagja, 1982-ben a Sztárcsinálók című, első magyar rockoperában Seneca szerepében aratott zajos sikert. A rendszerváltás idején forgatott Angyalbőrben Karádi őrmestereként, majd az 1990-es évek derekán sugárzott Kisváros című televíziós sorozat Hunyadi főtörzseként ismerhette meg a nagyközönség. Mind a komédia, mind a komolyabb műfajok terén megállta a helyét, gyakran szerepelt a Rádiókabaréban, ezen belül híressé vált Mondom az uramnak, Tibi jelenetéről és a Csáti falugyűlés kabarésorozat Orsós Vendeljeként.
A kétezres évek elején állandó csapatkapitány volt a Ki vagyok én? című szórakoztató műsorban a TV2 csatornáján.
A Magor-mozgalom és a Magyar Gárda Egyesület alapítója. Solymáron élt.
2017-ben hasnyálmirigy-gyulladás következtében hunyt el.

## Színházi munkái
A Színházi adattárban regisztrált bemutatóinak száma: színész - 32; rendező - 11; szerző - 2.

### Színészként
- Madách Imre: Az ember tragédiája... Tanuló III.
- William Shakespeare: Athéni Timon... Varro második szolgája
- Edward Albee: Mindent a kertbe!... Roger
- William Shakespeare: Rómeo és Júlia... Zenész II.
- George Ciprian: Gácsérfej
- Makszim Gorkij: A mélyben - Éjjeli menedékhely... Aljoska
- Schmidt: Negyven fok árnyékban... Jim Curry
- Ránki György: Egy szerelem három éjszakája... Fiatal katona
- Benjamin Jonson: Volpone... Nano
- Alexander Andrejevics Kopkov: Aranyelefánt... Szvjoklin
- L. Frank Baum: Óz, a nagy varázsló... Totó
- Bertolt Brecht: Állítsátok meg Arturo Uit
- Presser Gábor: Képzelt riport egy amerikai popfesztiválról... Frantisek
- Molière: Zsugori uram telhetetlen, fösvény ember... Kullancs; Biztos
- Bartsch: A has
- William Shakespeare: Lear király... Oswald
- Arthur Kopit: Indiánok... Alekszej nagyherceg
- Remenyik Zsigmond – Katona: Pokoli disznótor... Vándorló II.
- Joseph Heller: A 22-es csapdája... Aarfy
- Arthur Miller: Pillantás a hídról... Marco
- Várkonyi Mátyás – Miklós Tibor: Sztárcsinálók... Seneca
- Leonard Bernstein: West Side Story... Gland Hand
- Kemény Gábor - Kocsák Tibor - Stefan Heym - Miklós Tibor: A krónikás... Őrparancsnok
- Arisztophanész: A nők diadala... Spártai
- Pető Sándor: Makk Marci csodálatos cirkusza... Orrotlennhordó; Hasahatalmas
- Alexandre Dumas: A három testőr... Rochefort
- Eisemann Mihály: Én és a kisöcsém... Zolestyák
- Polgár András: Húsdaráló
- Polgár András: A pesti beteg... Kocsenda Gyula
- Lázár Ervin: A négyszögletű kerek erdő... Dömdödöm
- Bilisics - Szabadhegyi: Kocsonya Mihály házassága

### Rendezőként
- William Shakespeare: Rómeó és Júlia (1992)
- Wilde: Rózsák, szerelmek (1996) (író is)
- Kocsonya Mihály házassága (2004, 2009)
- Polgár András: Húsdaráló (2004)
- Thész János: Kötéltánc (2008)
- Váradi Nagy Bella: Holnap kedd van (2008)
- Polgár András: A pesti beteg (2008)
- Lázár Ervin: A négyszögletű kerek erdő (2008)
- Síppal, dobbal, nádi hegedűvel (2008)
- Móricz-Benedek-Weöres-Tamkó: Süss fel, nap! (2009)

## Filmjei

### Játékfilmek
- Csutak és a szürke ló (1961)
- Allegro barbaro (1978)
- Angi Vera (1978) – Pártvezetőségi tag
- Kinek a törvénye? (1978) – Csatkai
- Rosszemberek (1978) – Verkóczi
- Magyar rapszódia (1979)
- Vasárnapi szülők (1979) – Juli sógora
- Circus maximus (1980) – Öcsi
- Fábián Bálint találkozása Istennel (1980) – Balla Károly unokája
- A zsarnok szíve, avagy Boccaccio Magyarországon (1981)
- Requiem (1981) – Szabadult fogoly
- Cha-Cha-Cha (1982) – Sztásni
- Délibábok országa (1983)
- Hosszú vágta (1983) – Svéd
- Könnyű testi sértés (1983) – Munkatárs
- Viadukt (1983) – Gömöri
- Az óriás (1984)
- Házasság szabadnappal (1984) – Csaba
- Szirmok, virágok, koszorúk (1984) – Rendőrparancsnok
- Uramisten (1984)
- Lutra (1985) – János, a halász
- Mata Hari (1985) – Tartós
- Dráma a vadászaton (1986)
- Női uszoda (1987, rövid játékfilm) – Gondnok
- Kutyabaj (1992)

### Tévéfilmek, televíziós sorozatok
- Égi csikón léptet a nyár (1976) – Parkőr, úszómester
- Petőfi (1977, tévésorozat)
- Csúzli 1-6. (1978)
- Ítélet előtt – 1. rész: Baleset (1978) – Dimitrisz Georgisz
- Imre (1979)
- Szervusz, Szergej (1979, tévésorozat)
- A mérkőzés (1980)
- A stiglic (1980)
- TV Krimi (1980)
- A hamu alatt (1981)
- Wagner (1981-1983, tévésorozat) – Franz
- Holtak hallgatása – Requiem egy hadseregért (1982)
- Liszt Ferenc (1982, tévésorozat) – Spiridion
- Nagy Anna, kis Anna (1982)
- Varázstoll (1982)
- Víkendszerelem (1982)
- Klapka légió (1983)
- Rutinmunka (1984) – Károlyi[10]
- Faustus doktor boldogságos pokoljárása (1984, tévésorozat)
- Szemet szemért (1984)
- T.I.R. (1984, tévésorozat) – Vologya (1987-es magyar szinkron)
- Ember és árnyék (1985)
- Gyalogbéka (1985, tévésorozat) – Kovács Laci (5. részben)
- Üvegvár a Mississippin (1985)[11] – László főhadnagy
- Világítóhajó (1985)
- A világ legrosszabb gyereke (1987) – Toldi Miklós, kulcsmásoló
- Almási, avagy a másik gyilkos (1987)[12] – Káplán Sándor
- Bánk bán (1987)
- Halottak gyertyafényben (1987)
- Illatszertár (1987) – Detektív
- Utazás az öreg autóval (1987) – Bakter
- Angyalbőrben (1990-1991, tévésorozat) – Karádi őrmester
- Ekkehard (1990, tévésorozat) – Gerold
- Walaki (1990, tévésorozat)
- Élő hócipő (1991) – Orsós apuka, cigány
- Sztálin (Stalin) (1992) – Jezsov (1993-as magyar szinkron)
- Kisváros (1993-1999, tévésorozat) – Hunyadi János főtörzsőrmester / hadnagy
- Családi album (2000, tévésorozat)
- Kérnék egy kocsit (2000, tévésorozat) – Kandúr (rendező is)
- Négyszögletű kerek erdő (2007, tévésorozat) (rendező is)
- Végzős kezdők (2013, tévésorozat) – Bossányi ezredes (rendező is)

### Rajz- és bábfilmek
- Süsü, a sárkány kalandjai (1980-1984) – Pék (hang)
- Kíváncsi Fáncsi (1984-1989) – Krokró; Mackó Muckó (hang)
- Gréti…! (egy kutya feljegyzései) (1986) – Kis fekete kutya (hang)
- Bucó, Szetti, Tacsi és az ékszertolvajok (1987) – Umbi (hang)
- A nagy ho-ho-horgász II. (1988) – Halbolt-tulajdonos; Macska (hang)
- Az erdő kapitánya (1988) – Szarka Szaniszló (hang)
- Krisztofóró (1989-1994) – További szereplők (hang)
- Vili, a veréb (1989) – Spagyi (hang)
- A nagy ho-ho-ho-horgászverseny (1990) – Zsűrielnök; Taxis (hang)
- Macskafogó 2. – A sátán macskája (2007) – Mióka (hang)
- Az ember tragédiája (2011) – Lucifer (hang) (archív felvétel)

## Szinkronszerepei

### Filmek
| Év   | Cím                                                                      | Szereplő                                | Színész                    | Szinkron év |
| ---- | ------------------------------------------------------------------------ | --------------------------------------- | -------------------------- | ----------- |
| 1935 | Charlie Chan Egyiptomban                                                 | Hócipő                                  | Stepin Fetchit             | 1990        |
| 1937 | Csillag születik                                                         | Matt Libby                              | Lionel Stander             | 1989        |
| 1941 | Nagyágyúk                                                                | Doktor                                  | Charles Arnt               | 1986        |
| 1951 | Szépek szépe (1. magyar szinkron)                                        | N/A                                     | N/A                        | 1981        |
| 1953 | Egymillió fontos bankjegy (2. magyar szinkron)                           | Mr. Reid                                | Maurice Denham             | 1988        |
| 1958 | Légy szép és tartsd a szád! (2. magyar szinkron)                         | Jerome felügyelő                        | Darry Cowl                 | 1986        |
| 1960 | A nagyfőnök                                                              | Amédée                                  | François Darbon            | 1988        |
| 1961 | A csóró                                                                  | N/A                                     | N/A                        | 1989        |
| 1961 | Csak ketten játszhatják (3. magyar szinkron)                             | Gareth L. Probert                       | Richard Attenborough       | 1983        |
| 1962 | A hét dada (2. magyar szinkron)                                          | Afanaszij                               | Szemjon Morozov            | 1987        |
| 1962 | A leghosszabb nap (1. magyar szinkron)                                   | John Steele közlegény                   | Red Buttons                | 1990        |
| 1965 | Az elrabolt expresszvonat (1. magyar szinkron)                           | Eric Fincham őrnagy                     | Trevor Howard              | 1988        |
| 1965 | Bűntény a leányiskolában (2. magyar szinkron)                            | Boruvka felügyelő                       | Lubomír Lipský             | 1989        |
| 1965 | Most beszéljünk a férfiakról                                             | N/A                                     | N/A                        | 1991        |
| 1966 | Egy ember az örökkévalóságnak (2. magyar szinkron)                       | Börtönőr                                | John Nettleton             | 1989        |
| 1966 | Egy kis kiruccanás                                                       | Kancsal német katona                    | Michel Modo                | 1986        |
| 1966 | Gyengédség (2. magyar szinkron)                                          | Szándzsár                               | Rovsan Agzamov             | 1976        |
| 1969 | Asszonyok (magyar hangalámondás)                                         | Jérôme, az író                          | Maurice Ronet              | 1989        |
| 1970 | Zabriskie Point                                                          | N/A                                     | N/A                        | 1982        |
| 1971 | Egy válás meglepetései                                                   | N/A                                     | N/A                        | 1986        |
| 1971 | Hulot úr közlekedik                                                      | RendőrTony Barrenson                    | N/A                        | 1988        |
| 1971 | Joe Hill balladája                                                       | Richard                                 | Richard Weber              | 1984        |
| 1973 | Kojak és a Marcus – Nelson gyilkosságok (1. magyar szinkron)             | Autószerelő                             | N/A                        | 1981        |
| 1974 | Ahová lépek, ott fű nem terem                                            | Rádió (hang)                            | N/A                        | 1978        |
| 1974 | Miért ölnek meg egy bírót? (2. magyar szinkron)                          | Giudice De Fornari                      | Pierluigi Aprà             | 1989        |
| 1974 | Negyedik fázis                                                           | N/A                                     | N/A                        | 1980        |
| 1974 | San Francisco utcáin – III/1. rész: Az utolsó lövés (1. magyar szinkron) | Frank Graves                            | Robert Drivas              | 1982        |
| 1975 | Már ez is probléma?                                                      | Lakatos                                 | Gérard Jugnot              | 1984        |
| 1976 | A fekete kalóz (1. magyar szinkron)                                      | Tudós                                   | N/A                        | 1990        |
| 1976 | Az elnök emberei (1. magyar szinkron)                                    | N/A                                     | N/A                        | 1984        |
| 1976 | Boldogító igen… vagy nem?                                                | N/A                                     | N/A                        | 1988        |
| 1976 | Fayard bíró, akit seriffnek hívtak                                       | Fayard bíró                             | Patrick Dewaere            | 1978        |
| 1976 | Rasken                                                                   | Johan                                   | Martin Berggren            | 1979        |
| 1976 | Ritz fürdőház                                                            | Claude Perkins                          | Paul B. Price              | 1988        |
| 1976 | Védőszínek (1. magyar szinkron)                                          | N/A                                     | N/A                        | 1982        |
| 1977 | Egy nap vidéken                                                          | Henri                                   | Paul Beudel                | 1984        |
| 1977 | Most és soha                                                             | N/A                                     | N/A                        | 1990        |
| 1977 | Taxisofőrnő                                                              | Alvaro                                  | Alvaro Vitali              | 1989        |
| 1978 | Gutenberg                                                                | N/A                                     | N/A                        | 1982        |
| 1978 | Hogyan csináljunk svájcit?                                               | Francesco Grimoli, a cukrász            | Claudio Caramaschi         | 1982        |
| 1978 | Kozákok                                                                  | Lukaska                                 | Alekszandr Buklejev        | 1982        |
| 1979 | A szomszéd szoba                                                         | Ifj. Seweryn Karcz                      | Andrzej Szalawski          | 1984        |
| 1979 | Csillaghullás                                                            | Nat Blake                               | Kevin Hooks                | 1982        |
| 1979 | Rendőrök háborúja                                                        | Capati                                  | Jean-François Stévenin     | 1991        |
| 1979 | Rogers százados a 25. században                                          | Dr. Theopolis (hang)                    | Howard F. Flynn            | 1989        |
| 1980 | 26 nap Dosztojevszkij életéből                                           | Korityin, az irodalmár                  | Oleg Csajka                | 1982        |
| 1980 | A kék lagúna (1. magyar szinkron)                                        | Kapitány                                | Alan Hopgood               | 1987        |
| 1980 | Bűntett a postán                                                         | Filípek                                 | Pavel Zedníček             | 1985        |
| 1980 | Igen? Én ilyen férj vagyok                                               | Peter Schönfeld                         | Dieter Mann                | 1986        |
| 1980 | Legalább az idő jó                                                       | Gösta Backlund                          | Rolf Skoglund              | 1986        |
| 1980 | Szeretlek, szeress!                                                      | Vinco                                   | Roman Kłosowski            | 1989        |
| 1980 | Végső visszaszámlálás                                                    | Matróz #2                               | N/A                        | 1982        |
| 1981 | A kis darázs                                                             | Claude Chénot, Viviane apja             | Bernard Fresson            | 1988        |
| 1981 | A szenzáció áldozata                                                     | Elliot Rosen                            | Bob Balaban                | 1989        |
| 1981 | A vasember                                                               | Grzenda                                 | Marek Kondrat              | 1990        |
| 1981 | Ágyúgolyó futam (1. magyar szinkron)                                     | Johnny, kínai műsorvezető               | Johnny Yune                | 1985        |
| 1981 | Az Angyal utcai gyilkosság                                               | Scott                                   | Brendon Lunney             | 1986        |
| 1981 | Barátom, a sejk                                                          | N/A                                     | N/A                        | 1986        |
| 1981 | Bizonyíték híján                                                         | N/A                                     | N/A                        | 1985        |
| 1981 | Elakadás (1. magyar szinkron)                                            | Douda zenész                            | Laco Déczi                 | 1987        |
| 1981 | Ház a parkban                                                            | Andi                                    | Wilfried Labmeier          | 1986        |
| 1981 | Egy komp elmegy                                                          | N/A                                     | N/A                        | 1984        |
| 1981 | Gyere hozzám, egy barátnőmnél lakom (1. magyar szinkron)                 | Guy                                     | Michel Blanc               | 1993        |
| 1981 | Mégis kinek az élete?                                                    | Carter Hill                             | Bob Balaban                | 1990        |
| 1981 | Miért húzzák a harangokat?                                               | Jordache                                | Mircea Diaconu             | 1991        |
| 1981 | Öngyilkosok klubja                                                       | Mr. Godall                              | Dieter Montag              | 1984        |
| 1981 | Tűzszekerek                                                              | N/A                                     | N/A                        | 1982        |
| 1982 | A pópa lánya                                                             | Ivan Fjodorovic                         | Alekszej Zsarkov           | 1985        |
| 1982 | Airport 2000                                                             | Bud Culver                              | Redmond Gleeson            | 1989        |
| 1982 | Az elegancia világa                                                      | A séf                                   | Jean-François Stévenin     | 1988        |
| 1982 | Barátságos arcot kérünk!                                                 | Ropi                                    | Günter Schubert            | 1984        |
| 1982 | Gyilkos optika                                                           | Rafeeq                                  | Henry Silva                | 1986        |
| 1982 | Házibuli 2.                                                              | Taxisofőr                               | N/A                        | 1984        |
| 1982 | Hintőpor                                                                 | Marcello                                | Christian De Sica          | 1987        |
| 1982 | Hol vannak a gyerekeim?                                                  | N/A                                     | N/A                        | 1985        |
| 1982 | Maréknyi álom                                                            | Shorty                                  | Duncan Faber               | 1987        |
| 1982 | Megállt a vonat                                                          | Ermakov, nyomozó                        | Oleg Boriszov              | 1983        |
| 1982 | Őrült küldetés 2.                                                        | Albert Au (Kodijak)                     | Karl Maka                  | 1991        |
| 1982 | Pici Taylor                                                              | Pici Taylor                             | David Atkins               | 1986        |
| 1982 | Spagetti-ház                                                             | Salvatore Manzilla                      | Leo Gullotta               | 1983        |
| 1982 | VI. Henrik 1-3.                                                          | Richard Plantagenet                     | Ron Cook                   | 1987        |
| 1983 | A kéz játékai                                                            | Roberteiro                              | João Lagarto               | 1989        |
| 1983 | A rendőrség száma 110 – Barátságos arcot kérünk!                         | Ropi                                    | Günter Schubert            | 1984        |
| 1983 | A zsaru nem tágít (1. magyar szinkron)                                   | Leroux felügyelő                        | Michel Blanc               | 1994        |
| 1983 | Az örökség bajjal jár                                                    | N/A                                     | N/A                        | 1985        |
| 1983 | Bolha a fülbe                                                            | Etienne                                 | Stano Dančiak              | 1987        |
| 1983 | Edith és Marcel                                                          | Jacques Barbier                         | Jacques Villeret           | 1990        |
| 1983 | Fegyőrnők                                                                | Mike Reyes százados                     | Héctor Elizondo            | 1990        |
| 1983 | Folyóparti tangó                                                         | N/A                                     | N/A                        | 1984        |
| 1983 | Háborús játékok (1. magyar szinkron)                                     | NORAD-i őrmester                        | N/A                        | 1988        |
| 1983 | Kedves jó Télapó                                                         | Nyúl                                    | Karl Heinz Oppel           | 1986        |
| 1983 | Legyetek jók, ha tudtok                                                  | Capranola hercege, bíboros              | Giovanni Crippa            | 1989        |
| 1983 | Mario Ricci halála                                                       | N/A                                     | N/A                        | 1986        |
| 1983 | Tiszteletbeli konzul                                                     | Perez ezredes                           | Bob Hoskins                | 1986        |
| 1983 | Vándormadarak                                                            | Jarda                                   | Pavel Zedníček             | 1990        |
| 1984 | Az első lovashadsereg                                                    | Paska                                   | Alekszandr Potapov         | 1986        |
| 1984 | Broadway Danny Rose                                                      | Barney Dunn                             | Herb Reynolds              | 1986        |
| 1984 | Éjszaka a vonaton                                                        | Zdenek                                  | Rostislav Kuba             | 1987        |
| 1984 | Elátkozott udvar                                                         | Latifaga „Karadjoz”, upravnik Avlije    | Zoran Radmilović           | 1989        |
| 1984 | Forró fagylalt (1. magyar szinkron)                                      | Amos, a fagylaltmunkás                  | Billy Johnstone            | 1986        |
| 1984 | Mária szerelmei                                                          | Csapos                                  | Bill Smitrovich            | 1986        |
| 1984 | Nincs kettő négy nélkül                                                  | Nadino                                  | Roberto Roney              | 1986        |
| 1984 | Ó, te szerelmem!                                                         | Detlev Korf                             | Jaecki Schwarz             | 1986        |
| 1984 | Párizs, Texas                                                            | N/A                                     | N/A                        | 1985        |
| 1984 | Pauline második élete                                                    | N/A                                     | N/A                        | 1986        |
| 1984 | Veszélyes szerető                                                        | Terry                                   | Jackson Davies             | 1987        |
| 1985 | A Coca-Cola kölyök (1. magyar szinkron)                                  | Pincér                                  | David Slingsby             | 1986        |
| 1985 | Az elengedett kéz                                                        | N/A                                     | N/A                        | 1987        |
| 1985 | Az évszázad esküvője (1. magyar szinkron)                                | Kaffenberg                              | Jean-Claude Brialy         | 1987        |
| 1985 | Az ifjú Sherlock Holmes és a félelem piramisa                            | Lestrade                                | Roger Ashton-Griffiths     | 1989        |
| 1985 | Fájdalommal teli taliga                                                  | Majo                                    | Marián Zednikovič          | 1988        |
| 1985 | Hasonmás                                                                 | N/A                                     | N/A                        | 1987        |
| 1985 | Jó utat!                                                                 | Kito                                    | Kavahara Takasi            | 1989        |
| 1985 | Kaviár és lencse                                                         | Velutto                                 | Szemjon Farada             | 1990        |
| 1985 | Keserű aratás                                                            | N/A                                     | N/A                        | 1990        |
| 1985 | Kincsvadászok                                                            | Francis Fratelli                        | Joe Pantoliano             | 1990        |
| 1985 | Leggyorsabbak a világon                                                  | Narrátor (hang)                         | Ramaz Giorgobianyi         | 1988        |
| 1985 | Lóvátett lovagok                                                         | Longaville                              | Christopher Blake          | 1987        |
| 1985 | Miss Marple történetei 03.: Gyilkosság meghirdetve                       | Fletcher őrmester                       | Kevin Whately Kevin        | 1988        |
| 1986 | A herceg 13. menyasszonya                                                | Bölcs Aristo embere                     | Ivan Grigorov              | 1989        |
| 1986 | A kis mágus                                                              | N/A                                     | N/A                        | 1989        |
| 1986 | A misszió (1. magyar szinkron)                                           | Hontar                                  | Ronald Pickup              | 1987        |
| 1986 | Aladdin (1. magyar szinkron)                                             | Eladó a cukrászdában                    | Tim Lewis                  | 1988        |
| 1986 | Caspar David Friedrich, avagy A kor béklyói                              | Andreas Aubert művészettörténész        | Manfred Günther            | 1990        |
| 1986 | Doktor úr, mire fáj a foga?                                              | Dr. Sebelka                             | Petr Nárožný               | 1988        |
| 1986 | Jan a bárkán                                                             | Martin                                  | Peter Sodann               | 1989        |
| 1986 | Kemény fickók                                                            | Philly                                  | Billy Barty                | 1989        |
| 1986 | Negro Leo legendája                                                      | N/A                                     | N/A                        | 1988        |
| 1986 | Őrült küldetés 4.                                                        | Albert Au (Kodijak)                     | Karl Maka                  | 1991        |
| 1986 | Reméljük lány lesz!                                                      | Don Maurizio                            | Enio Drovandi              | 1988        |
| 1986 | Rémült rohanás (1. magyar szinkron)                                      | Frank Sigliano nyomozó                  | Steven Bauer               | 1989        |
| 1986 | Star Trek IV. – A hazatérés                                              | Hikaru Sulu parancsnok                  | George Takei               | 1990        |
| 1986 | Trükkös halál (1. magyar szinkron)                                       | Mickey                                  | Joe Grifasi                | 1987        |
| 1986 | Videopoly                                                                | Wolfgang Dupont                         | Arnfried Lerche            | 1989        |
| 1987 | A rádió aranykora                                                        | Betörő                                  | Paul Herman                | 1988        |
| 1987 | Barát                                                                    | Koljun                                  | Szergej Sakurov            | 1989        |
| 1987 | Barát                                                                    | Barát (hang)                            | Vaszilij Livanov           | 1989        |
| 1987 | Beverly Hills-i zsaru 2. (1. magyar szinkron)                            | Carlotta                                | Frank Pesce                | 1989        |
| 1987 | Nancy Wake 1-2.                                                          | Rake                                    | Alan Andrews               | 1989        |
| 1987 | Nem látni és megszeretni (1. magyar szinkron)                            | David Bedford                           | John Larroquette           | 1989        |
| 1987 | Pénzmánia                                                                | Slaughter Buzzárd                       | Rich Hall                  | 1989        |
| 1987 | Tökkelütött trió                                                         | Walker                                  | Michael Winslow            | 1992        |
| 1987 | Végzetes vonzerő                                                         | N/A                                     | N/A                        | 1989        |
| 1988 | A férfi, akinek négy neve volt                                           | N/A                                     | N/A                        | 1990        |
| 1988 | A galamb visszatére őhozzá                                               | N/A                                     | N/A                        | 1991        |
| 1988 | A szökés                                                                 | Midget Hup                              | Nigel Chipps               | 1990        |
| 1988 | Árulás                                                                   | Brady                                   | Bosco Hogan                | 1990        |
| 1988 | Éjszakai rohanás                                                         | Eddie Moscone                           | Joe Pantoliano             | 1989        |
| 1988 | Roger nyúl a pácban                                                      | Roger nyúl (hang)                       | Charles Fleischer          | 1989        |
| 1988 | Tökkelütött trió 2. (1. magyar szinkron)                                 | Walker                                  | Michael Winslow            | 1992        |
| 1989 | A hős és a csokoládékatona                                               | Orosz tiszt                             | Mark Crowdy                | 1990        |
| 1989 | Erik, a viking                                                           | Snorri                                  | Danny Schiller             | 1990        |
| 1989 | Gyémántvadászok (magyar hangalámondás)                                   | Lucky                                   | David Sanders              | 1990        |
| 1989 | Semmelweis Ignác – Az anyák megmentője                                   | Hebra                                   | Robert Meyer               | 1989        |
| 1989 | Tüzet nyiss!                                                             | Don Gaspar (+ Gruber Hugó, Jakab Csaba) | Hugo Stiglitz              | 1990        |
| 1989 | Tüzet nyiss!                                                             | RádióbemondóDoktor                      | N/A                        | 1990        |
| 1990 | Ford Fairlane kalandjai                                                  | Johnny Crunch                           | Gilbert Gottfried          | 1990        |
| 1990 | Halálra jelölve                                                          | Rútpofájú                               | Basil Wallace              | 1991        |
| 1990 | L. A. Story – Az őrült város (1. magyar szinkron)                        | Sírásó                                  | Rick Moranis               | 1991        |
| 1990 | Nicsak, ki beszél még!                                                   | Joey                                    | Gilbert Gottfried          | 1991        |
| 1990 | Zöld kártya                                                              | Oscar                                   | Danny Dennis               | 1991        |
| 1991 | Spionfióka                                                               | Edward Richardson                       | Michael Siberry            | 1991        |
| 1992 | Gyilkosság villanófényben                                                | Leon Bernstein                          | Joe Pesci                  | 1994        |
| 1993 | Jonathan, a dakoták fia                                                  | Tawanka vezér                           | Floyd „Red Crow” Westerman | 1995        |

### Sorozatok
| Év        | Cím                                           | Szereplő                | Színész          | Szinkron év |
| --------- | --------------------------------------------- | ----------------------- | ---------------- | ----------- |
| 1973-1983 | Életutak                                      | Kirjan Inyutyin         | Andrej Martinov  | 1987        |
| 1979      | Egészen normális őrület                       | Maximilian Glatz        | Towje Kleiner    | 1985        |
| 1982      | Akciócsoport                                  | Mitch (11. részben)     | Joey Aresco      | 1987        |
| 1982      | Az Öreg                                       | Mayer Zwo (67. részben) | Wolfgang Zerlett | 1985        |
| 1982      | Derrick IX. (1. magyar szinkron)              | Karl Waginger           | Edwin Marian     | 1986        |
| 1982      | Fekete munka 1-5.                             | Snowy Malone            | Chris Darwin     | 1987        |
| 1983      | Benji                                         | Zax (hang)              | Ric Spiegel      | 1987        |
| 1984      | Derrick XI. (1. magyar szinkron)              | N/A                     | Udo Thomer       | 1987        |
| 1984      | Mentők                                        | Fanda Beznoska          | Pavel Zedníček   | 1986        |
| 1985-1987 | Fogat fogért I-III.                           | Martin Opitz            | Victor Deiss     | 1988-1989   |
| 1989      | Mesék a kriptából I/1-3. (1. magyar szinkron) | Ulric                   | Joe Pantoliano   | 1990        |

### Bolondos dallamok-sorozat
| Év   | Cím                                                           | Szereplő                                                                                  | Szinkronhang | Szinkron év |
| ---- | ------------------------------------------------------------- | ----------------------------------------------------------------------------------------- | ------------ | ----------- |
| 1977 | Tapsi Hapsi – Húsvéti különkiadás                             | Dodó kacsa                                                                                | Mel Blanc    | 1986        |
| 1977 | Tapsi Hapsi – Szellemek napja                                 | Dodó kacsa                                                                                | Mel Blanc    | 1986        |
| 1977 | Tapsi Hapsi Artúr király udvarában                            | Dodó kacsa                                                                                | Mel Blanc    | 1986        |
| 1979 | Tapsi Hapsi – A gyalogkakukk története (magyar hangalámondás) | Dodó kacsa (archív felvétel)Vili, a prérifarkas (archív felvétel)Rendőr (archív felvétel) | Mel Blanc    | 1989        |
| 1979 | Tapsi Hapsi – Anyák napi különkiadás                          | Dodó kacsa (+ Szerednyey Béla)                                                            | Mel Blanc    | 1986        |
| 1980 | Dodó kacsa húsvéti meglepetése                                | Dodó kacsa                                                                                | Mel Blanc    | 1986        |

### Rajzfilmek
| Év   | Cím                                                            | Szereplő                                  | Szinkronhang       | Szinkron év |
| ---- | -------------------------------------------------------------- | ----------------------------------------- | ------------------ | ----------- |
| 1941 | Dumbo (első-két magyar szinkron)                               | Timothy, a cirkuszi egér                  | Edward Brophy      | 1989        |
| 1941 | Dumbo (első-két magyar szinkron)                               | Timothy, a cirkuszi egér                  | Edward Brophy      | 1991        |
| 1968 | Asterix és Kleopátra (1. magyar szinkron)                      | Kém                                       | Roger Carel        | 1987        |
| 1972 | Joe a hangyák országában (magyar hangalámondás)                | A tanács vezetője                         | Roger Carel        | 1988        |
| 1973 | Panda Maci kalandjai                                           | Ponta                                     | Ótake Hirosi       | 1983        |
| 1974 | Éljen D’Artagnan!                                              | Uhu bagoly                                | Michel Elias       | 1985        |
| 1976 | Micimackó kalandjai (1. magyar szinkron)                       | Ürge                                      | Howard Morris      | 1988        |
| 1978 | Rip Van Winkle                                                 | Rip Van Winkle (ének) (+ Kern András)     | Tim Conner         | 1989        |
| 1979 | A kis űrkutya és az űrhajótöröttei (magyar hangalámondás)      | Jupi, a mindentudó kutyaTovábbi szereplők | N/A                | 1989        |
| 1981 | Egy szem borsó, két szem borsó                                 | Hörcsög                                   | Vlagyimir Burlakov | 1986        |
| 1982 | Az idő urai                                                    | Onix                                      | N/A                | 1983        |
| 1983 | A szeleniták titka, avagy utazás a Holdra (1. magyar szinkron) | Matróz #2                                 | N/A                | 1983        |
| 1983 | Ico, a bátor lovacska                                          | Lovak (ének)                              | Pelusa Suero       | 1986        |
| 1985 | A vasálarcos (1. magyar szinkron)                              | Aramis                                    | N/A                | 1990        |
| 1985 | Vámpírok Havannában                                            | Óriás                                     | Frank González     | 1986        |
| 1985 | Vámpírok Havannában                                            | Férfi a kórházi ágyon                     | N/A                | 1986        |
| 1986 | A három testőr (1. magyar szinkron)                            | Rochefort                                 | N/A                | 1990        |
| 1986 | Ivanhoe (1. magyar szinkron)                                   | Herald                                    | N/A                | 1990        |
| 1986 | Mesék a hó alatt                                               | Dilidongó #1                              | Jirí Císler        | 1990        |
| 1987 | Don Quijote                                                    | Rab #2                                    | N/A                | 1989        |

### Rajzfilmsorozatok
| Év   | Cím                                              | Szereplő                       | Szinkronhang      | Szinkron év |
| ---- | ------------------------------------------------ | ------------------------------ | ----------------- | ----------- |
| 1963 | Magilla Gorilla show 13-31.                      | N/A                            | N/A               | 1981        |
| 1966 | Mormogiék II.                                    | Marslakó #2                    | N/A               | 1989        |
| 1980 | Dilidongók                                       | Dilidongó #1                   | Zasloužilý Umělec | 1989        |
| 1980 | Nils Holgersson csodálatos utazása a vadludakkal | További szereplők              | N/A               | 1987-1988   |
| 1981 | Mickey és Donald                                 | Donald kacsa (archív felvétel) | Clarence Nash     | 1987        |
| 1983 | 80 nap alatt a Föld körül Willy Foggal           | Farrel                         | N/A               | 1986        |
| 1987 | Mofli, az utolsó koala                           | Bob Detroit                    | Jordi Estadella   | 1990        |

## Könyvek
- Esküdtek (1998)
- Isten tenyerén (regény, 2002)
- Meddig viszel? (versek, 2003)
- Elátkozott szeretők (2006)
- ABC. A ház körül (2007)
- Magor nyelv és történelem (2011)
- Árulás (2016)

## Hanghordozók
- Alfred Döblin: Berlin-Alexanderplatz (1973)
- Lengyel Balázs: A szebeni fiúk (1977)
- Charles Dickens: Copperfield Dávid (1979)
- Iván Pál: "Óh! Szabadság, hadd nézzünk szemedbe!" (1981)
- Sztárcsinálók Pepita SLPX 17702 (1982)
- A krónikás SLPM 17904-905 (1985)
- Mikszáth Kálmán: Krúdy Kálmán csínytevései (1987)
- Thinsz Géza: A kétlaki (1987)
- Anna Seghers: Jeanne d'Arc pöre Rouenban 1431-ben (1988)
- Illyés Gyula: Háromszor hét magyar népmese
- Tar Sándor: A hang (1993)
- Ördögh Szilveszter: Mária Magdolna evangéliuma (1996)
- Gion Nándor: Ez a nap a miénk (2000)
- Isten tenyerén (2003)
- Sanitka (1984) Mentők film zenéjét énekelte magyarul.Miért csalsz?